# (39335) Caccin
(39335) Caccin (2002 AR12) – planetoida z grupy pasa głównego asteroid okrążająca Słońce w ciągu 4,66 lat w średniej odległości 2,79 j.a. Odkryta 10 stycznia 2002 roku.